# 林韋辰
林韋辰（英語：Gilbert Lam Wai Sun，1962年7月6日—），原名林健新，香港男演員及主持，出身於無綫電視，曾是無綫電視、亞洲電視及邵氏兄弟藝員。1997年3月，他憑劇集《再見艷陽天》奪得亞視40週年「一個台慶」最受歡迎電視劇男主角。

## 背景

### 早年生活
林韋辰於九龍土瓜灣天光道前已婚警察宿舍長大，父親是名警察。他與家中兩位胞兄和一位胞弟皆畢業於天光道官立警察小學上午校。而由於童年時比較活躍，所以其父親建議他向國術師傅林煥光（並非民政事務局前局長）學習龍形拳數年，後來又轉到香港中華基督教青年會總部跟外國人學習空手道（現為黑帶初段）。中學畢業後，當時已退休、當上了駕車師傅的父親親自教導駕駛技術，使他應徵了人生第一份工作 —— 駕駛可口可樂宣傳車去接載搖搖選手至不同校園宣傳。那時接載的該名哥倫比亞籍選手教授了八式基本功，讓他領會到玩搖搖的技巧就進入了羅素國際搖搖表演隊，前往北歐、法國、挪威、瑞典北部等地表演，以及到各大專上院校巡迴演出。這份工作由該名選手介紹，而他還因此以未滿20歲之齡成為那時中國區兩位搖搖大王之一。

### 入行經過
林韋辰當了3年「搖搖大王」，幫公司四處出外做推廣，後覺得這份工作不安穩，再者公司亞洲區職位的晉升機會不高，故決定返回香港打工，在一間絲花廠擔任老闆的辦公室助理。幾年後，馮美基有意招募些習武青年入藝員訓練班培訓，結果他經兄長東方報業集團前副總採訪主任林健明（現為先機網董事）推薦，成功透過1986年無綫電視第二期藝員進修班加入無綫電視。而1980年代正值無綫電視招募武打演員，自幼練習空手道的他由武術班轉到藝員班，也對演戲產生了濃厚興趣。當年同屆訓練班同學包括鄭伊健、郭政鴻、王維德、歐瑞偉、李耀敬等人。

### 演藝歷程
林韋辰從無綫藝訓班畢業後，只能在劇中擔綱跑龍套角色。雖曾在《義不容情》、《大時代》等劇中演出，但仍星運平平，於是投身馬來西亞發展，結果接拍了《灰色都市》、《壯志驕陽》、《咫尺情仇》等多齣劇集，成為當地紅星之一。1994年，他在亞洲電視高薪邀約下回港發展。當時他首份工作是接拍電影劇《美夢成真》，自此隨即獲余詠珊安排入《今日睇真D》擔任主持。1996年，他於電視劇《再見艷陽天》中飾演文質彬彬的「方賀文」，不僅令他成為「亞視視帝」，還獲選為亞視最受歡迎男演員。及後，他亦演出不少代表作，包括《國際刑警1997》內扮演硬朗、魯莽的刑警「楊火點」；在《屋企有個肥大佬》中與鄭則士合演兄弟；在《非常女警》裏飾演「唐偉雄」；在為慶祝香港主權移交而專門拍攝的長編劇集《97變色龍》中擔綱反派；在《穆桂英大破天門陣》裡飾演內心善惡互相掙扎的「耶律皓南」。1999年，由其主演的電視劇《南海十三郎》更是「南海十三郎」相關影視作品中的經典。
2001年，林韋辰因合約條款問題而放棄與亞洲電視續約，選擇重返無綫電視，惟未能晉身一線，遂於2004年重回亞視，並擔任劇集《爸爸兩邊走》男主角；跟陳啟泰及袁文傑都是無綫電視出身，亞視的當紅小生，故合稱「亞視三虎」。由於亞視後期節目製作減少，劇集拍攝停頓，他主力擔任亞洲小姐競選等大型綜藝節目司儀；至2013年合約屆滿後，不再續約亞視，改到中國大陸發展，同時管理他於2011年11月11日成立、以單車遊名義替傷健人士籌款的「千里單騎」慈善基金。2002年，他受前藝人何寶生啟發，開始與呂頌賢、吳廷燁等人一起踏單車，至2012年又成立了「千里單騎單車隊」到台灣行善籌款，亦定期舉辦慈善嘉年華活動；即使患有坐骨神經痛，仍會每天游泳或閒時打哥爾夫球、網球。
林韋辰為方便照顧患病母親（於林氏拍攝《踩過界》期間離世），2015年與女兒遷入鄰近上水北區醫院的古洞，新居樓高三層，面積近二千呎。2016年7月，他於公開活動中表示第三度重歸無綫電視和已簽約3年；同月10日駕駛其七人車駛經青沙公路時被交通警察截停，因未能通過酒精呼氣測試（錄得每一百毫升有三十三微克，超過官方二十二微克的上限），涉嫌酒後駕駛而遭拘捕，最後被荃灣法院判罰款5,000元、停牌6個月，復牌前須參加駕駛改進課程（案件編號：TWCC 1776/2016）。2021年初，他約滿離開無綫，定居廣東並加入內地直播帶貨行列，偶爾接拍TVB劇集。

## 感情生活
林韋辰曾與圈外台灣人Ivy Lin於1989年結婚，育有一女林詩茵（Peony），2006年離婚。2008年，他和2004年亞洲小姐冠軍呂晶晶拍拖，惟四年後分手。2011年，他再跟前香港女子網球代表隊成員、無綫電視體育節目主持李思雅拍拖，但兩人於2017年分手。2024年1月，他公開與一東北女子戀情。

## 演出作品

### 電視劇（無綫電視）
| 首播   | 劇名           | 角色                         |
| 1986年 | 倚天屠龍記     | 漁 民                        |
| 1986年 | 大班密令       |                              |
| 1987年 | 書劍恩仇錄     | 馬公子                       |
| 1987年 | 新紮師兄1988   | 陳炎坤手下                   |
| 1988年 | 誓不低頭       | 陸國榮司機                   |
| 1988年 | 無名火         | 江 龍（張毅手下）            |
| 1988年 | 嬴單傳奇       |                              |
| 1988年 | 鬥氣一族       |                              |
| 1988年 | 衰鬼迫人       | 導演                         |
| 1988年 | 都市方程式     | 阿 豪                        |
| 1988年 | 太平天國       | 團 練                        |
| 1988年 | 奇門鬼谷       | 孫 卓                        |
| 1989年 | 還我本色       |                              |
| 1989年 | 他來自江湖     | Jimmy（第15 - 16、27集）     |
| 1989年 | 義不容情       | 楊柏祖                       |
| 1989年 | 相愛又如何     |                              |
| 1989年 | 公私三文治     | Bobo 父                      |
| 1989年 | 飛虎群英       |                              |
| 1989年 | 天涯歌女       | 醫 生                        |
| 1990年 | 成功路上       |                              |
| 1990年 | 打工貴族       |                              |
| 1990年 | 我本善良       | 林權手下                     |
| 1990年 | 孖仔孖心肝     | 沙塵標手下                   |
| 1990年 | 零點出擊       |                              |
| 1990年 | 螳螂小子       |                              |
| 1990年 | 天上凡間       | 二郎神（第20集）             |
| 1991年 | 人海驕陽       | 被帶返警署的色魔（第20集）   |
| 1991年 | 幹探群英       | 標（單元：《紅星五四》）     |
| 1991年 | 今生無悔       | 阿 彪                        |
| 1991年 | 三八佳人       | 貴利財手下甲                 |
| 1991年 | 投奔自由       |                              |
| 1991年 | 血璽金刀       | 元武官                       |
| 1991年 | 灰網           | 律 師                        |
| 1991年 | 皇家鐵馬       | 師爺九（單元：《馬路狂徒》） |
| 1992年 | 大時代         | Michael（第15 - 17、40集）   |
| 1992年 | 妙探出更       |                              |
| 1992年 | 我愛牙擦蘇     | 爛賭二                       |
| 1992年 | 九反威龍       | 律 師                        |
| 2002年 | 洛神           | 楊 修                        |
| 2002年 | 烈火雄心II     | 唐 偉（Kelvin）              |
| 2003年 | 九五至尊       | 岑日禮                       |
| 2003年 | 皆大歡喜       | Franco Mao                   |
| 2004年 | 無名天使3D     | 楊少峰                       |
| 2004年 | 楚漢驕雄       | 陳 平                        |
| 2004年 | 棟篤神探       | 梁仲文（Simon）              |
| 2006年 | 謎情家族       | 張漢明                       |
| 2006年 | 心理心裏有個謎 | 萬家興                       |
| 2007年 | 鄭板橋         | 蔣南沙                       |
| 2017年 | 踩過界         | 韋國涵（Gotham）             |
| 2017年 | 雜警奇兵       | 梁 一                        |
| 2019年 | 福爾摩師奶     | 喬百川                       |
| 2020年 | 黃金有罪       | 沈岳泰                       |
| 2020年 | 過街英雄       | 夏英達                       |
| 2021年 | 七公主         | 司徒北                       |
| 2021年 | 換命真相       | 康永仁（Henry）              |

### 電視劇（亞洲電視）
| 首播   | 劇名                 | 角色                            |
| 1995年 | 美夢成真             | 侯山河                          |
| 1995年 | 悲情城市             |                                 |
| 1995年 | 有房出租之逃妻       |                                 |
| 1995年 | 城中姊妹花II子夜情人 |                                 |
| 1995年 | 包青天               | 張少游（單元：《再世情仇》）    |
| 1996年 | 真相                 |                                 |
| 1996年 | 再見豔陽天           | 方賀文                          |
| 1996年 | 飄零燕               | 葉國良                          |
| 1997年 | 國際刑警1997         | 楊火點                          |
| 1997年 | 97變色龍             | 胡 斌                           |
| 1997年 | 屋企有個肥大佬       | 朱文佳                          |
| 1998年 | 穆桂英之大破天門陣   | 劉皓南 ／ 耶律皓南              |
| 1998年 | 穆桂英十二寡婦征西   | 劉皓南 ／ 耶律皓南 ／ 張 牛     |
| 1999年 | 非常女警             | 唐偉雄                          |
| 1999年 | 南海十三郎           | 江譽鏐                          |
| 2000年 | 香港一家人           |                                 |
| 2004年 | 爸爸兩邊走           | 曾耀乾                          |
| 2005年 | 情陷夜中環           | 關卓雄                          |
| 2005年 | 爸爸向前走           | 曾耀乾                          |
| 2006年 | 香港奇案實錄         | 張Sir（單元：《五屍離奇命案》） |
| 2009年 | 東邊西邊             | 張寶國                          |

### 電視劇（其他）
| 首播     | 劇名           | 角色                         |
| 馬來西亞 |                |                              |
| ？年     | 圍裙DADDY      |                              |
| ？年     | 大慈善家       |                              |
| ？年     | 灰色都市       |                              |
| ？年     | 壯志驕陽       |                              |
| ？年     | 咫尺情仇       |                              |
| 2016年   | 隱世者們       | 楊有為                       |
| 香港電台 |                |                              |
| 2003年   | 賭海迷徒       | （單元：《一個人在賭途上》） |
| 2015年   | 證義搜查線3    | 李逢源                       |
| 內地     |                |                              |
|          | 銀河寶貝       |                              |
| 2016年   | 蘭陵王妃       | 宇文護                       |
| 2022年   | 黑金風暴       | 何俊亨                       |
| 2022年   | 獅子山下的故事 | 林樹輝                       |
| 未播映   | 108異人錄      |                              |

### 主持節目（無綫電視）
| 首播   | 節目名             | 備註                                 |
| 2001年 | 中華狀元紅         | 與黃德如合作                         |
| 2001年 | 明愛暖萬心         | 與潘芳芳合作                         |
| 2002年 | 慈善星輝仁濟夜     | 與沈殿霞、黃德如、劉綽琪、王賢誌合作 |
| 2002年 | 星晨旅遊台灣真程趣 | 與周英杰、陳霽平、袁彩雲合作         |
| 2017年 | 玩轉香港日與夜     | 第13集；與袁文傑及丁子朗合作         |
| 2017年 | 真係咁都得         | 與譚永浩、黃庭鋒及林伊麗合作         |
| 2017年 | 季節限定 秋冬      | 與譚永浩、黃庭鋒及林伊麗合作         |
| 2018年 | 我們香港變幻時     | 與賴慰玲、林希靈及鄒兆霆合作         |

### 主持節目（亞洲電視）
| 首播   | 節目名                               | 備註                                                                                               |
| 1994年 | 今日睇真D                            | 主持之一                                                                                           |
| 2000年 | 深圳故鄉的故事                       | 第1、2集                                                                                           |
| 2004年 | 亞洲小姐競選                         | 與陳啟泰及梁思浩合作                                                                               |
| 2005年 | 亞洲小姐競選                         | 與陳啟泰及袁文傑合作                                                                               |
| 2006年 | 亞洲小姐競選                         | 陳啟泰、袁文傑及張嘉倫合作                                                                         |
| 2007年 | 第一手真相                           | 與陳啟泰、袁文傑、陳展鵬、秦啟維、李可瑩、黃慧敏、翟鋒、甄思羽、曾敏及伍偉樂合作                   |
| 2007年 | 奧運精華遊                           | |
| 2007年 | 跨國風雲                             | |
| 2007年 | 省靚招牌                             | |
| 2008年 | 會嚇室                               | 與吳亭欣及施明合作                                                                                 |
| 2008年 | 亞洲小姐競選                         | 與陳啟泰、谷德昭、林曉峰及王賢誌合作                                                               |
| 2008年 | 今日法庭                             | （第41、42集）                                                                                     |
| 2009年 | 開心大發現2009                       | |
| 2009年 | aTV 2010亞洲電視節目巡禮             | |
| 2009年 | 亞洲小姐競選                         | 與鄭丹瑞、林曉峰、王賢誌及袁文傑合作                                                               |
| 2009年 | 財神到                               | 2009 - 2010年                                                                                      |
| 2010年 | 開心大發現2010                       | 與鮑起靜、梁慧恩、何卓瑩、蔡梓銘及于天龍合作                                                       |
| 2010年 | 中國神秘檔案                         | |
| 2010年 | 2011 aTV節目巡禮                     | 與袁文傑合作                                                                                       |
| 2010年 | 亞洲小姐競選                         | 與谷德昭、王健、林泉及管婷婷合作                                                                   |
| 2011年 | 人氣春晚‧唱紅亞洲                    | 與陳啟泰、朱慧珊、鮑起靜、黎燕珊、袁文傑及姚佳雯合作                                               |
| 2011年 | 兔氣揚眉過肥年                       | 與劉錫賢、秦啟維、吳嘉星、陳若嵐、何卓瑩及李志豪合作                                               |
| 2011年 | 智醒智勁四方城                       | 第二輯、與譚杏藍及陳蕾合作                                                                         |
| 2011年 | ATV台慶勁唱會                        | |
| 2011年 | 香港有飯開                           | 與何守信、鄭啟泰、姜皓文、劉錫賢、秦啟維、蔡國威、劉子葱、戚黛黛、梁慧恩、蔡梓銘、車車及李麗珊合作 |
| 2011年 | 2011年度第二屆感動香港十大人物頒獎禮 | |
| 2011年 | 亞洲先生競選                         | 與戚黛黛合作                                                                                       |
| 2011年 | 亞洲小姐競選                         | 與陳啟泰及金鈴合作                                                                                 |
| 2012年 | ATV2012人氣春晚‧唱紅亞洲             | 與陳啟泰、朱慧珊、鮑起靜、黎燕珊、袁文傑及姚佳雯合作                                               |
| 2012年 | 倫敦奧運開幕大派對                   | 亞視與無綫電視聯合製作                                                                             |
| 2012年 | 亞洲先生競選                         | 與張家瑩、顏子菲及蔡國威合作                                                                       |
| 2012年 | 亞洲小姐競選                         | 與陳啟泰、姜皓文及蔡梓銘合作                                                                       |
| 2013年 | ATV 2013人氣春晚 唱紅亞洲            | 與鮑起靜、黎燕珊、陳啟泰、顏子菲及張啟樂合作                                                       |
| 2013年 | 廣東黃金海岸遊                       | 與陳啟泰、張家瑩、姚嘉雯、蒲進、顏子菲、劉子葱及譚杏藍合作                                         |

### 綜藝節目
| 首播       | 節目名                         | 備註                   |
| 無綫電視   |                                |                        |
| 2001年     | 2001年度萬千星輝賀台慶         | 列席者                 |
| 2001年     | 歡樂滿東華                     | 演出嘉賓               |
| 2002年     | 2002年度萬千星輝賀台慶         | 列席者                 |
| 2002年     | 一觸即發                       | 嘉賓                   |
| 2004年     | 2004年度萬千星輝賀台慶         | 列席者                 |
| 2016年     | 東張西望                       | 4月1日嘉賓（惜別亞視） |
| 2016年     | myTV SUPER呈獻：萬千星輝睇多D  | 嘉賓                   |
| 2016年     | myTV SUPER呈獻：萬千星輝放暑假 | 嘉賓                   |
| 2016年     | 今日VIP                        | 7月22日嘉賓            |
| 2016年     | 萬千星輝賀台慶                 | 嘉賓                   |
| 2017年     | 築·動·愛                       | 飾演 Man Sir；第2集    |
| 2017年     | 今日VIP                        | 7月28日嘉賓            |
| 2017年     | 健康儲蓄銀行                   | 演出                   |
| 2017年     | 今日VIP                        | 11月10日嘉賓           |
| 2018年     | 深夜美食團                     | 第6集嘉賓              |
| 2018年     | 今日VIP                        | 6月13日嘉賓            |
| 2020年     | 流行經典50年                   | 第29集嘉賓             |
| 亞洲電視   |                                |                        |
| 2009年     | 康熙來了                       | 第1227集嘉賓           |
| 2013年     | 亞姐百人                       | 第一輯 第28、29集嘉賓  |
| 有線娛樂台 |                                |                        |
| 2015年     | 我愛煮食男                     | 7月4日嘉賓             |

### 電影
| 首映   | 電影名               | 角色             |
| 1989年 | 英雄重英雄           |                  |
| 1990年 | 龍鳳茶樓             | Johnny           |
| 1992年 | 辣手神探             | Johnny Wong 手下 |
| 1993年 | 正牌韋小寶之奉旨溝女 | 霞女前男友       |
| 1996年 | 暴劫傾情             | Tom Lee          |
| 2001年 | 忠奸道               |                  |
| 2018年 | 基因迷途             | 顧先生           |
| 2023年 | 孤注一掷             | 关永朝           |

### 舞台劇
- 2016年1月8 - 10日：《才子亂點俏佳人》 飾 潘六如
- 2017年8月9 - 11日：《誰來愛我》

### 廣播劇
- 2001年：香港電台《雍正皇帝》 飾 劉墨林[23]

### 廣告
| 年份   | 產品                                           |
| 1993年 | 惠而浦「超級多心思洗衣機」                     |
| 2012年 | 英利按揭財務公司「財務聖手編」                 |
| 2018年 | 恒昌隆「追風活絡丸 - 專家經驗方 痠痛一掃光！」 |

## 曾獲獎項與提名
| 年份   | 獎項                                                                                      | 結果 |
| 1997年 | 1997年亞洲電視「一個台慶頒獎典禮」 —— 「最受歡迎電視劇男主角」（方賀文 - 《再見艷陽天》） | 獲獎 |
| 2001年 | 2001年度萬千星輝賀台慶「本年度我最喜愛的拍檔（非戲劇組）」（與黃德如及簡慕華）            | 提名 |
| 2002年 | 2002年度萬千星輝賀台慶「本年度我最喜愛的飛躍進步男藝員」                                  | 提名 |
| 2004年 | 2004年度萬千星輝賀台慶「本年度我最喜愛的飛躍進步男藝員（飛躍進步男藝員）」                | 提名 |
| 2018年 | 2018香港電視大獎「節目主持人獎」 （页面存档备份，存于）                                   | 提名 |

## 外部連結
- 林韋辰的Facebook專頁
- 林韋辰的新浪微博
- 林韋辰的Instagram帳戶
- 林韋辰在香港影庫上的簡介